# Roquetaillade (Aude)
Roquetaillade ist eine Ortschaft und eine ehemalige französische Gemeinde mit 202 (Stand: 1. Januar 2022)  im Département Aude in der Region Okzitanien. Sie gehörte zum Kanton La Haute-Vallée de l’Aude und zum Arrondissement Limoux.
Mit Wirkung vom 1. Januar 2019 wurden die ehemaligen Gemeinden Roquetaillade und Conilhac-de-la-Montagne zur Commune nouvelle Roquetaillade-et-Conilhac zusammengeschlossen und haben in der neuen Gemeinde der Status einer Commune déléguée. Der Verwaltungssitz befindet sich im Ort Roquetaillade.

## Lage
Roquetaillade liegt in einer Höhe von etwa 340 Metern ü. d. M. westlich des Flusses Aude etwa 35 Kilometer (Fahrtstrecke) südwestlich von Carcassonne bzw. etwa zehn Kilometer südlich von Limoux. Couiza, der Hauptort des Kantons, befindet sich etwa zehn Kilometer südöstlich; die Ortschaft Rennes-le-Château ist weitere fünf Kilometer entfernt.

## Bevölkerungsentwicklung
| Jahr      | 1962 | 1968 | 1975 | 1982 | 1990 | 1999 | 2007 | 2016 |
| Einwohner | 182  | 159  | 161  | 163  | 197  | 192  | 211  | 210  |

Nachdem der Ort in der Mitte des 19. Jahrhunderts eine Bevölkerungszahl von über 500 erreicht hatte, sank die Einwohnerzahl infolge der Reblauskrise bereits gegen Ende des Jahrhunderts auf knapp über 300 ab. Die Mechanisierung der Landwirtschaft sorgte in der ersten Hälfte des 20. Jahrhunderts für einen weiteren Rückgang der Bevölkerungszahl; den Tiefststand mit 159 Einwohnern erreichte der Ort im Jahre 1968.

## Wirtschaft
Die Umgebung des Ortes ist immer noch geprägt von der Land- und Forstwirtschaft, wobei die Viehwirtschaft (Rinder und Schafe) den Großteil der Agrarproduktion ausmacht. Auch Weinbau wird betrieben: Roquetaillade hat Anteil am Weinbaugebiet Languedoc und ist eine von rund 40 Gemeinden, die ihre weißen Schaumweine unter der Herkunftsbezeichnung Crémant de Limoux, Blanquette de Limoux AOC oder Blanquette méthode ancestrale AOC vermarkten dürfen. Im Ort selbst überwiegen Kleinhandel sowie kleinere Handwerks- und Dienstleistungsbetriebe. Zu Beginn des dritten Jahrtausends wurde auf dem Gemeindegebiet ein Windpark (Parc éolien du Pic de Brau) installiert.

## Sehenswürdigkeiten
Die kleine spätmittelalterliche Dorfkirche St-Étienne und die das Dorf überragende Ruine einer Burg sind – neben dem Ortsbild – von touristischem Interesse.